# Puente romano de Piercebridge
El puente romano de Piercebridge es un antiguo puente romano, en la actualidad en ruinas, que se ubicaba en el curso del río Tees, al norte de Inglaterra. Se encuentra cerca de los pueblos de Cliffe (Yorkshire del Norte) y Piercebridge, en el condado de Durham.
Las últimas excavaciones en la zona fueron realizadas por el equipo del programa Time Team de la cadena televisiva Channel 4 en el año 2000.

## Historia
El puente fue construido para que la calzada romana de Dere Street salvase el río, y estaba custodiado por el fuerte romano que se levantaba sobre Piercebridge.
El primer puente se construyó hacia el año 90, pero es posible que fuera sustituido por un segundo puente después de que fuera arrastrado por las aguas. El río Tees se ha estrechado con el paso de los siglos, y ha cambiado su curso en ese transcurso, por lo que los restos se encuentran en un campo a unos 90 metros al sur del curso actual del río, y a unos 450 metros al este de Piercebridge.

## Restos
Lo que queda del puente son enormes bloques de mampostería que formaban al menos cinco pilares. Las hileras inferiores de uno de los estribos siguen en pie, parcialmente completas, y es posible ver los agujeros en los que habría encajado la estructura de madera del puente. Toda la madera ha desaparecido en los siglos transcurridos desde el final de la ocupación romana. Los restos se descubrieron en 1972 durante la extracción de grava. Los bloques de piedra tienen una longitud de hasta 1,5 metros y la estructura total del puente medía 123 metros. Los objetos de la excavación del puente y del fuerte se conservan en el Museo Bowes.

## Interpretación alternativa
Aunque la opinión mayoritaria entre los arqueólogos es que la estructura es un puente, el arqueólogo Raymond Selkirk ha propuesto una interpretación alternativa, que sostiene que la estructura es una presa de navegación con un canal de desbordamiento. A partir de esta y otras pruebas, sostiene que los romanos hacían un uso mucho mayor del transporte fluvial de lo que generalmente se reconoce. Sus opiniones se exponen en sus libros The Piercebridge Formula (1983), On the Trail of the Legions (1995) y Chester-le-Street & Its Place in History (2000).